# Il passo dell'acqua
Il passo dell'acqua è un film documentario del 2019 diretto da Antonio Di Biase.

## Trama
Domenico è l'ultimo pastore della Majella che passa le estati in una grotta ad alta quota, senza elettricità e acqua corrente. Nisida è un'anziana contadina vedova che sceglie di intraprendere un lungo pellegrinaggio di fede verso l'Eremo di San Bartolomeo in Legio. Nicola è un pescatore in pensione che trascorre le giornate assieme al suo gatto bianco tra le rovine di un vecchio borgo marinaro circondato dalla città di Pescara. Le vicende dei tre protagonisti sono accompagnate dalla discesa di un corso d'acqua che attraversa la terra di un Abruzzo congelato nel tempo.

## Distribuzione
Il film è stato presentato in anteprima mondiale alla 60º edizione del Festival dei popoli, in anteprima internazionale alla 22ª edizione del Thessaloniki Documentary Festival ed è stato selezionato tra i quindici documentari finalisti per la 65ª edizione del premio David di Donatello.

## Riconoscimenti
- 2019 - Festival dei popoli
  - Concorso Italiano
- 2019 - Laceno d'oro
  - Concorso Documentari[3]
- 2020 - Thessaloniki Documentary Festival
  - Concorso Internazionale Newcomers
- 2020 - Internationales Dokumentarfilmfestival München
  - Megaherz Student Award Competition
- 2020 - Cervino Cinemountain[4]
  - Miglior film italiano
  - Miglior fotografia
- 2020 - Trento Film Festival
  - Concorso Terre Alte
- 2020 - Beldocs - International Documentary Film Festival
  - Concorso Internazionale
- 2020 - Festival Mente Locale
  - Miglior documentario